# سیارک ۲۲۷۰۷
سیارک ۲۲۷۰۷ (به انگلیسی: 22707 Jackgrundy، نامگذاری:1998RN62) بیست و دو هزار و هفتصد و هفتمین سیارک کشف شده‌است که در ۱۴ سپتامبر ۱۹۹۸ کشف شد.
قدر مطلق سیارک برابر ۲۰.۴ است.